# المنازل الفارغة (فلم)
المنازل الفارغة (بالكورية: 빈집) هو فيلم رومانسي جنوب كوري من إخراج كيم كي دوك.

## القصة
تدور القصة حول الشاب المشرد تاي سوك الذي يعيش حياته متنقلاً بين المنازل التي غادرها اصحابها لقضاء اعمالهم أو اجازاتهم، لكنه في أحد المرات يتفاجأ بوجود أمراة في أحد المنازل.

## الممثلون
- جاي هي
- لي سيونغ يون

## الجوائز والترشيحات
| قائمة الجوائز والترشيحات | قائمة الجوائز والترشيحات                       | قائمة الجوائز والترشيحات | قائمة الجوائز والترشيحات | قائمة الجوائز والترشيحات |
| السنة                    | الجائزة                                        | الفئة                    | المستلم                  | النتيجة                  |
| ------------------------ | ---------------------------------------------- | ------------------------ | ------------------------ | ------------------------ |
| 2004                     | مهرجان البندقية السينمائي                      | جائزة فيبريسكي           | كيم كي دوك               | فوز                      |
| 2004                     | مهرجان البندقية السينمائي                      | الأسد الذهبي             | كيم كي دوك               | رُشِّح                      |
| 2004                     | مهرجان البندقية السينمائي                      | الأسد الذهبي الصغير      | كيم كي دوك               | فوز                      |
| 2004                     | مهرجان البندقية السينمائي                      | جائزة سغنتس - تقدير مشرف | كيم كي دوك               | فوز                      |
| 2004                     | مهرجان البندقية السينمائي                      | الأسد الفضي لأفضل إخراج  | كيم كي دوك               | فوز                      |
| 2004                     | جوائز جمعية نقاد السينما الكورية               | أفضل سيناريو             | كيم كي دوك               | فوز                      |
| 2004                     | جوائز الفيلم الكوري                            | أفضل فيلم                | المنازل الفارغة          | رُشِّح                      |
| 2004                     | جوائز الفيلم الكوري                            | أفضل مخرج                | كيم كي دوك               | رُشِّح                      |
| 2004                     | جوائز الفيلم الكوري                            | أفضل سيناريو             | كيم كي دوك               | رُشِّح                      |
| 2004                     | مهرجان بلد الوليد السينمائي                    | جائزة غولدن سبايك        | كيم كي دوك               | فوز                      |
| 2005                     | جوائز بايكسانغ للفنون                          | أفضل فيلم                | المنازل الفارغة          | رُشِّح                      |
| 2005                     | جوائز بايكسانغ للفنون                          | أفضل مخرج                | كيم كي دوك               | رُشِّح                      |
| 2005                     | جوائز بايكسانغ للفنون                          | أفضل ممثل جديد           | جاي هي                   | رُشِّح                      |
| 2005                     | جوائز أفلام التنين الأزرق                      | أفضل مخرج                | كيم كي دوك               | رُشِّح                      |
| 2005                     | جوائز أفلام التنين الأزرق                      | أفضل ممثل جديد           | جاي هي                   | فوز                      |
| 2005                     | ديفيد دي دوناتيلو                              | أفضل فيلم أجنبي          | المنازل الفارغة          | رُشِّح                      |
| 2005                     | النقابة الوطنية الإيطالية للصحفيين السينمائيين | الشريط الفضي             | كيم كي دوك               | رُشِّح                      |
| 2005                     | مهرجان سان سيباستيان السينمائي الدولي          | جائزة فيبريسكي الكبرى    | كيم كي دوك               | فوز                      |
| 2005                     | مهرجان فيلنيوس السينمائي الدولي                | جائزة الجمهور            | المنازل الفارغة          | فوز                      |
| 2006                     | نقابة نقاد السينما البلجيكية                   | الجائزة الكبرى           | كيم كي دوك               | فوز                      |

## روابط خارجية
- مقالات تستعمل روابط فنية بلا صلة مع ويكي بيانات